# Zan Gula
Zan Gula, jedno od plemena jezične podskupine bua, šire adamawa-ubangijske skupine, naseljeno sjeverozapadno od jezera Iro u čadskoj prefekturi Melfi (regija Guera). Ovo pleme srodno je s Bon Gula, a kolektivno su nazivani i Gula Guera. Premda sami sebe nazivaju 'muslimanima', animizam je još veoma 'živ', pa je još uvijek je prisutno prinošenje životinjskih žrtava, tajna društva, obožavanje idola, šamanski obredi i slično.Proso je osnovna žitarica opstanka Zan Gula, koju sade u veoma tvrdo tlo, a nakon žetve skladište ju žitnicu napravljenu u glinenom tlu. Populacija: 5,000 (2003 SIL).

## Vanjske poveznice
- Zan Gula of Chad